# (468395) 2016 GH121
(468395) 2016 GH121 es un asteroide perteneciente al cinturón de asteroides, descubierto el 13 de marzo de 2005 por el equipo Spacewatch desde el Observatorio Nacional de Kitt Peak (Arizona, Estados Unidos).